# .fk
.fk és el domini de primer nivell territorial (ccTLD) de les Illes Falkland o Malvines.
El registre només està permès per a residents de les Malvines, i s'ha de fer per sota d'algun dels següents subdominis de nivell dos:
- .co.fk – per a organitzacions comercials
- .org.fk – per a organitzacions no comercials
- .gov.fk – per a organitzacions governamentals
- .ac.fk – per a organitzacions acadèmiques
- .nom.fk – per a particulars
- .net.fk – per a ISPs i similars